# Домацино
Домацино (пол. Domacyno, нім. Dumzin) — село в Польщі, у гміні Карліно Білоґардського повіту Західнопоморського воєводства.
Населення — 155 осіб (2011).
У 1975-1998 роках село належало до Кошалінського воєводства.

## Демографія
Демографічна структура станом на 31 березня 2011 року:
|          | Загалом | Допрацездатний вік | Працездатний вік | Постпрацездатний вік |
| -------- | ------- | ------------------ | ---------------- | -------------------- |
| Чоловіки | 80      | 20                 | 52               | 8                    |
| Жінки    | 75      | 8                  | 43               | 24                   |
| Разом    | 155     | 28                 | 95               | 32                   |